# Laos International 2009
Die Laos International 2009 im Badminton fanden vom 28. Juli bis zum 1. August 2009 in Vientiane statt.

## Sieger und Platzierte
| Disziplin    | Gold                              | Silber                           | Bronze                                       |
| ------------ | --------------------------------- | -------------------------------- | -------------------------------------------- |
| Herreneinzel | Beryno Wong Jiann Tze             | Nguyễn Hoàng Nam                 | Pei Wee Chung                                |
| Herreneinzel | Beryno Wong Jiann Tze             | Nguyễn Hoàng Nam                 | Robin Gonansa                                |
| Dameneinzel  | Chie Umezu                        | Nozomi Kametani                  | Yu Wakita                                    |
| Dameneinzel  | Chie Umezu                        | Nozomi Kametani                  | Rie Eto                                      |
| Herrendoppel | Berry Angriawan Muhammad Ulinnuha | Chanda Vanvilay Yothin Latsavong | Phạm Cao Hiếu Nguyễn Hoàng Nam               |
| Herrendoppel | Berry Angriawan Muhammad Ulinnuha | Chanda Vanvilay Yothin Latsavong | Trần Đức Phong Nguyễn Ngọc Tùng              |
| Damendoppel  | Aki Akao Yasuyo Imabeppu          | Seiko Yamada Yuka Hayashi        | Rie Eto Yu Wakita                            |
| Damendoppel  | Aki Akao Yasuyo Imabeppu          | Seiko Yamada Yuka Hayashi        | Meungchaleun Manivone Vatthanavong Phonephan |
| Mixed        | Dương Bảo Đức Thái Thị Hồng Gấm   | Muhammad Ulinnuha Jenna Gozali   | Keisuke Kawaguchi Rie Eto                    |
| Mixed        | Dương Bảo Đức Thái Thị Hồng Gấm   | Muhammad Ulinnuha Jenna Gozali   | Nipitphon Puangpuapech Artima Serithammarak  |